# Municipio de Dundee (Illinois)
El municipio de Dundee (en inglés: Dundee Township) es un municipio ubicado en el condado de Kane en el estado estadounidense de Illinois. En el año 2010 tenía una población de 64167 habitantes y una densidad poblacional de 688,92 personas por km².

## Geografía
El municipio de Dundee se encuentra ubicado en las coordenadas 42°6′37″N 88°18′22″O / 42.11028, -88.30611. Según la Oficina del Censo de los Estados Unidos, el municipio tiene una superficie total de 93.14 km², de la cual 90.73 km² corresponden a tierra firme y (2.59%) 2.41 km² es agua.

## Demografía
Según el censo de 2010, había 64167 personas residiendo en el municipio de Dundee. La densidad de población era de 688,92 hab./km². De los 64167 habitantes, el municipio de Dundee estaba compuesto por el 72.6% blancos, el 4.79% eran afroamericanos, el 0.4% eran amerindios, el 5.98% eran asiáticos, el 0.04% eran isleños del Pacífico, el 13.49% eran de otras razas y el 2.7% pertenecían a dos o más razas. Del total de la población el 33.43% eran hispanos o latinos de cualquier raza.